# Upcycling
Upcycling is een term uit de recyclingwereld, waarbij de gerecycleerde grondstof zuiverder is dan de oorspronkelijke grondstof.
In 1994 werd de term geïntroduceerd door Reiner Pilz van Pilz GmbH in een interview met Thornton Kay. In 1999 verscheen het boek UpCycling door Gunter Pauli en Johannes F. Hartkemeyer. Dit uitgangspunt werd in 2002 ook een hoeksteen in een boek van William McDonough en Michael Braungart getiteld Cradle to Cradle: Remaking the Way We Make Things (in 2013 opgevolgd door The Upcycle). 
In de grondstoffenindustrie krijgt de gerecycleerde grondstof een hogere zuiverheid dan die van de oorspronkelijke grondstof. Wanneer een afvalproduct opnieuw tot grondstof wordt verwerkt, zodat er opnieuw een product uit gevormd kan worden, wordt dit recycling of recyclage genoemd. Upcycling is het tegenovergestelde van downcycling.
De term 'upcycling' wordt vaak verkeerd gebruikt. In de metaalindustrie wordt bijvoorbeeld gerecycleerd, gelegeerd aluminium vermengd met zuiver aluminium, om zo een goede legering te krijgen. Hoewel er gepropageerd wordt dat daarmee het gelegeerd aluminium zuiverder gemaakt is, of "gerecycleerd', is in werkelijkheid juist een stuk zuiver aluminium verworden tot een recyclingtechnisch gezien gedegradeerd materiaal. Een metaal waar thans wél serieus upcycling op schijnt te worden gepleegd, is het steeds zeldzamer wordende zuivere koper. 
Naast grote bedrijven die zich met hun productie richten op upcycling, zijn er op kleine schaal meer en meer initiatieven en projecten die ideeën en projecten publiceren. In deze context wordt met "upcycling" bijvoorbeeld het hergebruik van versleten kledij, kapotte huishoudtoestellen en wegwerpmateriaal bedoeld voor toepassing in een nieuw functioneel product. Bijvoorbeeld, van een bezem tot een gsm-houder, van paletten tot een zitbank, van binnenbanden tot een fietstas. Men gaat ervan uit dat dit duurzamer is dan de klassieke energie-intensieve recycling waarbij afvalstromen weer tot hun oorspronkelijke grondstof herleid worden. 